# Asociación para la Protección y Asistencia de los Condenados
La Asociación para la Protección y Asistencia de los Convictos (APAC) es una ONG fundada por voluntarios cristianos, dirigida por Mário Ottoboni, con el objetivo de ayudar al sistema judicial brasileño en la ejecución de sentencias a través de la rehabilitación de los convictos, brindándoles con oportunidades de estudio, religiosidad y trabajo. Una de las características predominantes de APAC es la baja tasa de reincidencia del 15 %, en comparación con el promedio nacional del 80 %.
En el modelo penitenciario de APAC, no hay policías ni uniformes para los presos. Los propios presos tienen las llaves de las puertas.
Las prisiones administradas por APAC están ubicadas en varios estados de Brasil, incluidos Minas Gerais, Ceará, Rio Grande do Sul y São Paulo.
Hay más de 100 APAC en todo Brasil. Aunque de forma limitada, también se aplica en países como Alemania, Estados Unidos, Holanda, Noruega, Colombia, Costa Rica, Chequia, Singapur y Chile.
Las APAC son unidades organizadas por la Fraternidad Brasileña de Asistencia a los Convictos (FBAC), que a su vez está vinculada a Prison Fellowship International.

## Historia
APAC fue fundada en 1972 como la Asociación para la Protección y Asistencia de los Condenados (APAC), dirigida por voluntarios cristianos y Mário Ottoboni, buscando resocializar a los presos del sistema penitenciario brasileño a través de un método humanizado. El primer arresto bajo la dirección de APAC tuvo lugar en São José dos Campos, en el mismo año de la fundación de la ONG. En ese momento, el acrónimo APAC significaba "Ama a tu prójimo, amarás a Cristo".
En 1974, la entidad se separó en dos: la entidad jurídica, APAC - Asociación para la Protección y Asistencia a los Reclusos - y la entidad espiritual, APAC - Amando o Próximo, Amarás a Cristo.

## Método APAC
El Método APAC, formulado por Mário Ottoboni, tiene 12 fundamentosː
1. Participación comunitaria
2. La recuperación ayuda a la recuperación
3. Trabajo
4. religión
5. Asistencia legal
6. Asistencia Sanitaria
7. Valoración Humana
8. Familia
9. Servicio voluntario
10. Centro de reinserción social
11. Mérito
12. Camino con Cristo

El primer fundamento, la participación comunitaria, es la participación de la población local con el penal, ya que tiene el interés de un ambiente seguro.
El segundo fundamento se basa en la idea de que cada preso se ayuda entre sí.
El tercer fundamento es uno de los pasos hacia la inserción del individuo en la sociedad a través del trabajo.
El cuarto fundamento es la religión. “A través de la evangelización, las reflexiones, las misiones y las terapias espirituales, el preso comienza a sentirse amado ya amar”.
El quinto fundamento es garantizar los derechos legales del reo.
El sexto fundamento es la garantía de salud, apoyada por la legislación brasileña, a los presos.
El séptimo fundamento, el de la valoración humana, busca humanizar al preso, con actos sencillos como llamar al preso por su nombre.
El octavo fundamento es la reestructuración de la familia del preso, acercando la familia al preso. También se promueven conferencias, visitas íntimas, entre otros métodos.
La novena fundación se refiere a los voluntarios involucrados en prisiones que aplican el método APAC, con excepción del sector administrativo, reduciendo costos.
La décima fundación tiene como finalidad agrupar a voluntarios, familiares y privados de libertad para el desarrollo de actividades.
La undécima fundación establece una comisión que puntúa a los presos, posibilitando la reducción de la pena del reo que mantiene buena conducta en prisión.
Finalmente, la duodécima fundación, Camino con Cristo, es una serie de eventos que busca dar sentido a las filosofías y la religión que APAC promueve en las cárceles.

## Eficacia
Las prisiones que siguen el modelo APAC tienden a tener un bajo nivel de reincidencia criminal. Según el FBAC, la reincidencia es del 15 % para las personas que han tenido un APAC, muy por debajo del promedio nacional del 80 %. Los costos penitenciarios también disminuyen ya que no hay policías armados en las instalaciones penitenciarias. Cada preso tiene un costo promedio de mil reales por mes, la mitad del valor de una prisión normal.